# Irineo Leguisamo
Irineo Leguisamo (Salto, 20 ottobre 1903 – Buenos Aires, 2 dicembre 1985) è stato un fantino uruguaiano.
Gareggiò per oltre 57 anni in ippodromi uruguaiani e argentini, ed è considerato il più importante fantino sudamericano del XX secolo.

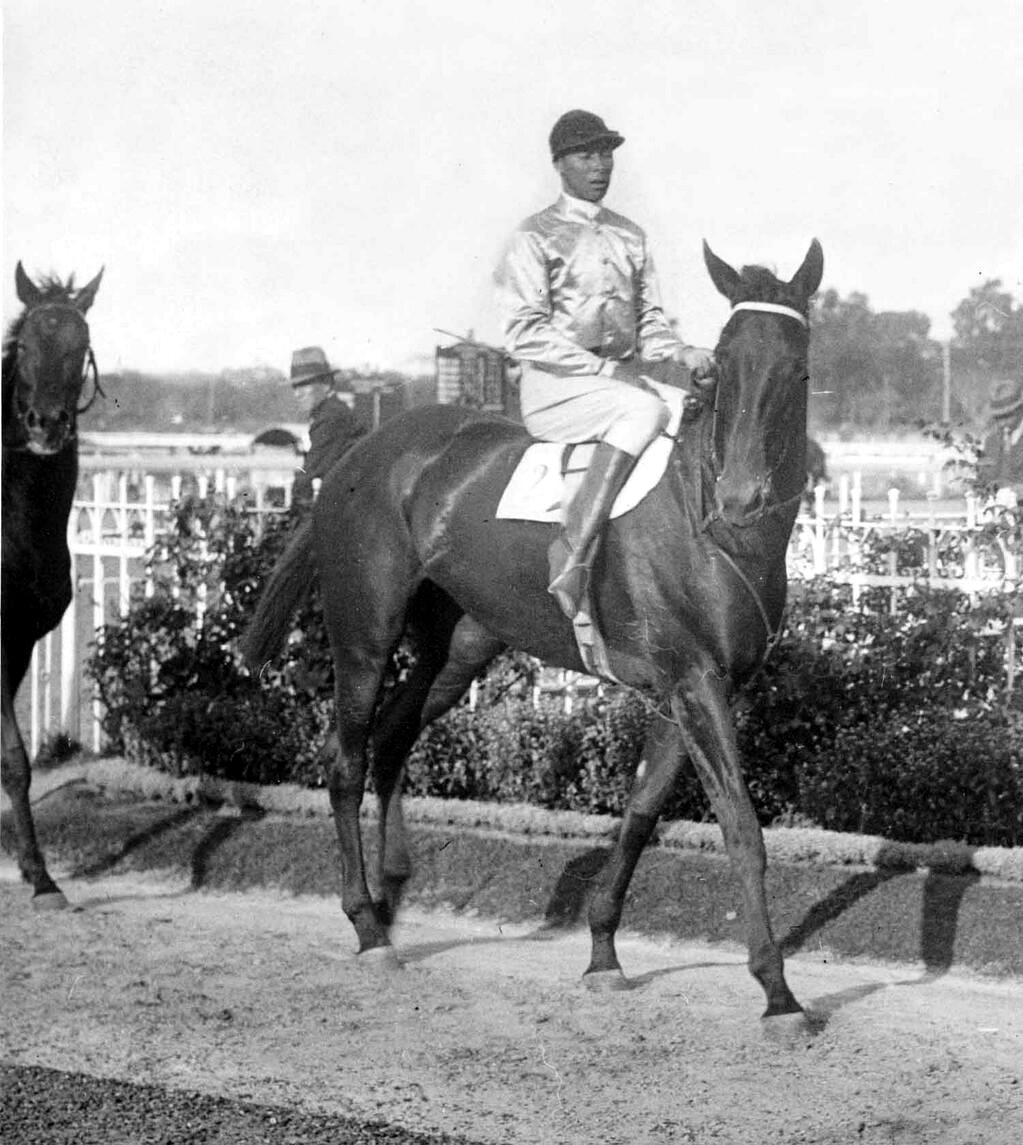
1930

## Biografia
Ancora bambino, dopo aver perso il padre quando aveva nove anni si dedicò ai lavori agricoli. A 10 anni iniziò a partecipare ad alcune gare e a 13 anni, quando pesava 35 kg, vinse la sua prima gara ufficiale all'ippodromo di Salto cavalcando la cavalla Mentirosa. Altre vittorie successive gli permisero di correre a Uruguaiana e in Brasile. Tornato dal Brasile nel 1919 iniziò a correre all'ippodromo di Maroñas, nei pressi di Montevideo, principale ippodromo dell'Uruguay. Non ottenendo risultati, cercò fortuna all'ippodromo di Florida, dove iniziò a vincere numerose gare.
Nel 1922 arrivò in Argentina per correre all'ippodromo Palermo, dove avrebbe iniziato una lunga serie di vittorie per i successivi 17 anni, in gran parte con l'allenatore Francisco Maschio, fino al 1939 quando si ruppe la società tra fantino e allenatore. Intanto qualche anno prima aveva conosciuto il cantante Carlos Gardel, ottenendo alcune vittorie anche con un suo cavallo, Lunático.
L'anno con il maggior numero di vittorie fu il 1944, quando tagliò per primo il traguardo in ben 144 occasioni.
Si ritirò dalle piste nel 1974 all'età di 70 anni, dopo aver corso 12.700 gare vincendo 3.200 volte negli ippodromi Palermo e San Isidro, in quello di Maroñas e in altri sparsi per il continente sudamericano, in Cile, Perù, Venezuela, Panama, Ecuador, Colombia, Messico e Brasile.
Corse l'ultima gara, vincendola, all'ippodromo di Maroñas quando aveva più di settant'anni, nel 1974.
Era un amico intimo del cantante Carlos Gardel e fu menzionato da questi e altri cantanti dell'epoca in alcune canzoni popolari argentine.
Morì a Buenos Aires il 2 dicembre 1985, all'età di 82 anni.